# 弗雷维尔 (孚日省)
弗雷维尔（法語：Fréville，法語發音：[fʁevil] ⓘ）是法国大东部大区孚日省的一个市镇，属于讷沙托区。

## 地理
弗雷维尔（48°19'35"N, 5°36'33"E）面积6.36 平方千米，位于法国大東部大區孚日省，该省份为法国东北部内陆省份，北起默兹省和默尔特-摩泽尔省，西接上马恩省，南至上索恩省和贝尔福地区省，东临上莱茵省和下莱茵省。
与弗雷维尔接壤的市镇（或旧市镇、城区）包括：大利福勒、蒙莱讷沙托、默兹河畔巴祖瓦耶、讷沙托。
弗雷维尔的时区为UTC+01:00、UTC+02:00（夏令时）。

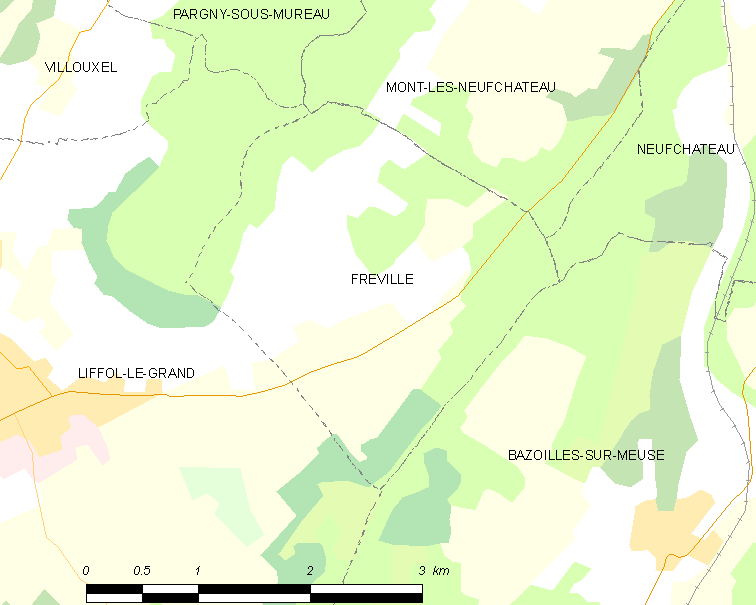
弗雷维尔的OSM定位图

## 行政
弗雷维尔的邮政编码为88350，INSEE市镇编码为88189。

## 政治
弗雷维尔所属的省级选区为讷沙托县。

## 人口

1962-2008年间弗雷维尔人口变化图示

弗雷维尔于2022年1月1日时的人口数量为132人。